# Rozhovice (železniční zastávka)
Rozhovice jsou železniční zastávka (dříve zastávka a nákladiště) v severní části obce Rozhovice. Leží v km 5,616 železniční trati Chrudim město – Heřmanův Městec mezi dopravnou Chrudim město a stanicí Heřmanův Městec.

## Historie
Zastávka je v provozu od 26. září 1899, tedy od zprovoznění tratě na které leží. Od 12. prosince 2010 je na trati zastavena pravidelná osobní doprava a zastávka tedy není obsluhována.

## Popis zastávky
Zastávka ležící na jednokolejné trati je vybavena jednostranným vnějším sypaným nástupištěm (umístěno vlevo ve směru jízdy od Heřmanova Městce) o délce 40 m a s nástupní hranou zpěvněnou obrubníky ve výšce 200 mm nad temenem kolejnice. V zastávce je plechový přístřešek pro cestující, zastávka nemá osvětlení. V těsném sousedství zastávky leží v km 5,513 železniční přejezd P4992 silnice č. III/32228 mezi obcemi Rozhovice a Čepí, který je vybaven světelným přejezdovým zabezpečovacím zařízením a přejezdníky.